# Karamusa
Karamusa ist ein ehemaliges Dorf im Landkreis Çermik der türkischen Provinz Diyarbakır. Karamusa liegt etwa 94 km nordwestlich der Provinzhauptstadt Diyarbakır und 6 km nordöstlich von Çermik. Karamusa hatte laut der letzten Volkszählung 123 Einwohner (2014). Seit einer Gebietsreform 2014 ist der Ort ein Ortsteil der Kreisstadt Çermik.
Die Bevölkerung besteht hauptsächlich aus sunnitischen Türken. Karamusa ist neben Aralık, Bakacak, Eliaçık, Köseli, Recep, Türkmenhacı und Ulutürk eines der wenigen von Türken besiedelten Dörfer in der Provinz Diyarbakır.